# Webisódio
Webisódio é um neologismo que se refere a um episódio de uma série criado especificamente para ser difundido na Internet, seja via streaming ou download e não para televisão. A palavra é formada pelo portmanteau das palavras Web e episódio.
Webisódio é basicamente um episódio para a Internet. Habitualmente faz parte de uma Web série, que se caracteriza por ser desenvolvida especificamente para este meio, sendo acompanhada pelos seus seguidores através de sites online. Muitas vezes este tipo de conteúdos é distribuido sobre a forma de Podcasts ou video podcasts.
Embora não existam regras bem definidas, habitualmente os episódios são curtos, tendo entre 3 e 15 minutos. Por vezes estas séries são criadas como complemento a séries de televisão, apresentando histórias paralelas ou complementares da história principal, como são exemplos a série Lost: Missing Pieces ou Heroes: Going Postal. Por vezes este formato é utilizado para lançar pequenas séries que servem para fazer a ponte entre duas temporadas da mesma série, mantendo o interesse do espectador, ou ainda como suporte para campanhas publicitárias diversas.